# 火焰之纹章 回声 另一位英雄王
《火焰之纹章 回声 另一位英雄王》（官方译为）是Intelligent Systems製作、任天堂發行的戰略角色扮演遊戲。本作是火焰之紋章系列第15款作品，同時是第三款也是最後一款於任天堂3DS上發行的作品。本作是系列第二作《火焰之纹章外传》的重製版，講述男女主角阿雷武和賽莉卡為了結束戰爭而走上各自道路——阿雷武試圖以戰止戰，賽莉卡則前往女神神殿尋求和平地結束戰爭的辦法。遊戲玩法遵循系列傳統，每場戰鬥都在網格狀地圖上進行，當玩家角色被敵方擊敗便會永久死亡；同時改良融合了如迷宮探索等源於《外傳》的機制。
完成《火焰之纹章if》後，開發團隊隨即展開本作的製作。作為3DS平台上系列的巔峰之作，不少曾經參與製作前數部作品的開發人員都有回歸。除了沿用《外傳》的非傳統機制外，團隊亦傾向保留原有的角色扮演元素，還參照前數部作品來重新設計和擴充遊戲故事和玩法。當年《外傳》僅於日本國內發行，但任天堂一改傳統，除了在西方世界推出由8-4公司所本地化的英語版遊戲外，還首次推出由神遊科技負責的中文版遊戲。2017年4月，本作在日本、港台、北美、歐洲等地開賣。本作推出後獲得業界正面評價，大多稱讚改良後的故事和遊戲玩法，但亦有部分人指一些沿用多年行之有效的機制被移除可能會令玩家感到錯愕並需要一段時間才能適應。

## 玩法

遊戲畫面，顯示了敵我雙方單位、我方移動及攻擊距離等資料

《火焰之紋章 回聲 另一位英雄王》是款戰略角色扮演遊戲，玩家需指揮遊戲男女主角阿雷武和賽莉卡以及他們的追隨者在華倫西亞大陸上作戰。遊戲設有普通和困難兩種難度選項，另設傳統和休閒兩種遊玩模式。傳統模式下，一旦角色單位在戰鬥時陣亡便會永久死亡，玩家亦不能在餘下章節內使用相關角色；休閒模式則取消永久死亡設定，即使角色單位陣亡亦可以在下場戰役再度參戰。玩家能利用世界地圖穿梭大陸各地，前往主線或支線任務的觸發地點。遊戲環境大致可分為數種，例如類似早期作品的戰鬥地圖，以及可供探索的城鎮（有機會出現商店）和迷宮。假如玩家在探索世界地圖或迷宮時遭遇敵人，便會觸發戰鬥。
遊戲內的每場戰鬥都在網格狀地圖上進行，戰鬥系統則採用回合制，以玩家單位、敵方單位及盟軍單位的排序進行。戰鬥期間，視角將會由俯視戰場切換到第三人稱。有別於其他作品，遊戲取消了武器三角系統和耐久度；取而代之的是每個角色均獲派標準武器，玩家可在整個故事使用這些武器，或是為角色裝上有著被動技能的特殊武器。每個角色只能攜帶一種武器，當他們在戰鬥期間獲得經驗值並升級時，便能解鎖特殊動作「戰技」。角色裝備特定武器後便可施展戰技，其範圍包括施展高傷害攻擊、加強攻擊射程、與另一單位交換位置等。遊戲內有20多種職業，不同職業均會影響角色在戰場上的可用武器類型、攻擊力和機動性。例如，騎乘單位和飛行單位的機動性更強，弓箭手的攻擊範圍和距離相比近戰單位更大更遠，魔術師只可消耗生命值才能使用法術等。角色到達一定等級便可晉升至上級職業，他們的能力值亦會有所提升。玩家亦可在城鎮招募非玩家角色的村民，雖然初期很弱，但成長後他們的能力值會大幅強化，又能夠自由轉換職業。
角色在迷宮內連續與敵人戰鬥會積累疲勞度，在此狀態下戰鬥他們的最大生命值會被降低。疲勞度可透過使用道具減少，或者在迷宮深處向特殊神像供奉祭品恢復。戰役任務期間相鄰的友軍角色有機會觸發支援對話，這會影響他們之間的關係甚至增強屬性值。迷宮分布在地圖各處，玩家最多可操縱十人小隊入內探索，此時遊戲畫面會以3D圖像呈現。在迷宮與敵人交戰時會進入普通回合制地圖，視角也會切換為俯視模式。探索時玩家可選擇伏擊敵人來減少他們的生命值並嬴得先手回合，但敵方同樣會伏擊玩家隊伍。玩家也可在迷宮內擊破物品或打開箱子來獲取金錢和道具。遊戲引入全新機制「美拉的齒輪」，玩家可利用這項功能回溯至較早的時間點，效果相當於悔棋，範圍小至某個角色的移動，大至重回戰鬥開始時。此外，遊戲還支援任天堂發行的近場通訊產品Amiibo，當中包括男女主角阿雷武和賽莉卡，以及部分早期作品的角色。玩家掃瞄阿雷武和賽莉卡的Amiibo後便可解鎖特殊的專屬地下城。在戰役任務內，玩家可以角色的生命值作代價，召喚Amiibo角色參戰一回合。玩家也可掃瞄與火焰之紋章系列無關的Amiibo，但他們會以友軍怪物形式登場。

## 劇情
遊戲主線故事與《火焰之纹章外传》相同。很久以前，華倫西亞大陸由力之神多瑪及大地母神美拉這兩位兄妹神明共同治理，但後來衪們因理念上的差異而失和並互相展開爭鬥，最終把大陸劃分成南北兩地區，各自管理，並訂下互不侵犯的規則。位於南部地區的索菲亞王國長年沐浴在女神的恩惠下，成為了一個繁榮國度，但卻逐漸變得腐敗，並慢慢步向墮落與頹喪。而位於北部地區的利蓋爾帝國在面對着嚴峻的自然環境下，變得剛強堅毅，但亦漸漸遺忘人類應有的良善。遊戲男主角阿雷武成長於索菲亞王國，在得知兩國交戰後他自告奮勇加入索菲亞解放軍抵抗利蓋爾帝國。另一邊廂，阿雷武的兒時玩伴賽莉卡亦為了解開關於前者的不詳夢境、阻止在索菲亞王國發生的多種異相以及探明世界異變的原因，而踏上前往美拉神殿的旅途。
通關後遊戲會解鎖隱藏章節，阿雷武、賽莉卡及其盟友越洋來到阿卡內亞大陸（即系列首作的場景），並發現長埋沙漠之下的大型迷宮。進入迷宮深處後，阿雷武和賽莉卡一行人發現多塊石碑，提及古代有位名叫佛鈕司的瘋狂煉金術士試圖利用神龍血創造完美生命，又研究操控死者成為傀儡的方法。佛鈕司的不人道實驗最終引來當權者反感，下令封鎖他的實驗室，並任由他和其作品在內腐爛。一行人到達迷宮最深處後遇到佛鈕司所創的完美生命體，它亦是迷宮的最後頭目。遊戲強烈暗示這個完美生命體是出現在《火焰之纹章 觉醒》的主要反派邪龍津利，而其他遭復活的死者則為屍兵。

## 開發
《火焰之紋章 回聲 另一位英雄王》是系列第二作——1992年紅白機遊戲《火焰之紋章外傳》之完全重製版。該作品以打破首作《暗黑龙与光之剑》設下的遊戲機制著稱。雖然它保留了首作的回合制戰鬥系統，但同時新增不少元素，包括類似傳統角色扮演遊戲可供玩家探索的大型地圖、更多明顯的角色扮演元素、簡化的遊戲機制等。然而，這些變化不被玩家所接受，不少評論家亦認為它是系列的「害群之馬」，以致大部分新增的遊戲元素並未在之後的作品中保留。遊戲亦僅限於日本國內發行。2015年，Intelligent Systems完成《火焰之紋章if》的製作後便著手開發本作。任天堂一方的製作人山上仁志曾考慮為第八世代家用遊戲機任天堂Switch開發火焰之紋章系列遊戲，但礙於遊戲機的規格仍未有最終定案而作罷。數位Intelligent Systems的開發人員表示希望能夠在《外傳》重製版上加入部分在《if》開發期內被捨棄的遊戲元素。由於《外傳》在當時默默無聞，山上認為團隊可以快速開發重製版，並搶在Switch發布前推出市面。另一方案是開發全新作品，但山上認為在3DS生命週期即將結束之際才開發第三款新作為時已晚。遊戲原訂於2016年9月發布，但開發團隊無法保證在不影響遊戲質素的情況下於截止日期前完成製作，因此改於2017年發布，時間亦適逢《外傳》發行25周年。
由於曾擔任《if》副遊戲總監的橫井弦紀正忙於另一個項目無法抽身，任天堂因而安排了中西健太擔任此職。中西自幼便是火焰之紋章系列的忠實粉絲，尤其喜愛《外傳》。中西接受訪問時更表示，兩位主角由兒時玩伴至成為各自派系領導者的旅程深深吸引了他，亦是他參與這次製作的根本原因。遊戲總監由Intelligent Systems的草木原俊行出任，他曾經擔任《覺醒》和《if》的美術總監，亦對《外傳》的非傳統遊戲玩法表示理解。團隊未有把本作稱為「新外傳」，而是選擇英文單詞來吸引全球玩家目光，此舉除了能夠分開它與系列其他支線故事項目，亦能成為其他舊作重製版的潛在品牌。團隊亦有意讓本作在3DS上成為系列巅峰之作。另外，草木原對插畫家左的作品讚譽有加，因此後者獲邀擔任本作的角色設計，負責重新塑造遊戲角色。草木原曾經邀請左負責《覺醒》和系列交換卡片遊戲的美術工作，但他忙於其他項目而未能成事。而在這次遊戲開發工作中，草木原提前安排雙方會面，左亦欣然接受這項工作。左前後修改了四次才完成首個角色阿雷武的改良工作，但這亦促使他掌握遊戲的藝術風格並自行重新設計餘下的角色。團隊在重新設計阿雷武時把他改為左撇子。草木原指這項改動可以為阿雷武帶來更多全新的獨有姿勢和戰鬥動畫，另一個原因是想把他塑造為具有力量能夠戰勝任何敵人的英雄，並以據說是左撇子的亞歷山大大帝作設計靈感。中西則表示這項改動可以突顯阿雷武左手上的印記，能夠與右手擁有聖痕的賽莉卡形成更好對比。另外，團隊在主要劇情對話加入全程語音，同時聘請日本動畫工作室Khara製作過場動畫。
按照中西和草木原的說法，原作故事與其他後來的系列作品相比未夠完善，重製版讓他們可以重新設計敘事以迎合現代火焰之紋章玩家的口味。團隊大幅擴展原版故事，加入了以前僅於原版遊戲手冊提及的兩國核心衝突，並由傭兵角色賽巴旁述，以免限制故事的範圍。原版遊戲糟糕的角色描述亦是團隊需要解決的另一個問題。團隊在人物故事內加入不少全新元素，例如以皇室為主題並展示它對角色的影響。為了進一步突出這個主題，團隊更引入兩位全新角色——貝爾克特和莉奈雅，以擴展增強原有的二元對立。其中，貝爾克特被設定為阿雷武的陪襯品，他雖然是帝國下任皇帝的有力侯補，但只是現任皇帝的姪子，相反流落在外的阿雷武卻是皇帝的親生子，皇室血統更為純正，使兩者形成鮮明對比。此外，團隊還把一名自幼憧憬和傾心於阿雷武的女角艾菲放進其軍隊內，試圖為新舊玩家帶來不可預測的變數。一些角色也經歷了細微但重大的變化，例如賽莉卡早知自己身懷皇室血統。中西對於在同一場戰爭內展現兩種不同觀點很感興趣，因此團隊決定聚焦於兩位主角上，不加入個人單位設定。團隊還引入同性戀角色雷歐；雖然LGBT元素在火焰之紋章系列不算新鮮（上一部作品《if》包含同性婚姻元素），但他在言談間與其他角色公開談論自己的少女心和性取向則屬系列首次。
玩法方面，團隊認為原版遊戲機制較為遲鈍，若想重新製作故事就必須重新設計玩法，為此他們利用之前為《覺醒》和《if》開發的技術從零開始重建。相比起令遊戲更具系列其他作品的影子，團隊更傾向保留原有的角色扮演元素，並把它與系列最新的機制互相結合。開發《if》時團隊打算引入自由探索功能，但因質素堪憂而被移除。但由於《外傳》本身具有這項功能，因此團隊認為它和本作屬「完美配搭」。團隊又決定降低遊戲難度，讓新舊玩家都能享受。團隊亦有考慮引入沿用多年的武器三角系統，但此涉及增添更多角色或改動原有角色陣容，與他們的意圖背道而馳，故未有採納。團隊同時否決引入曾於《覺醒》和《if》登場的婚姻系統，以免扭曲和破壞已建立的角色關係。鑑於原版遊戲沒有雙人搭擋系統，因此未有引入這項曾出現在《覺醒》和《if》的功能。然而，團隊仍把支援系統納入以適當地充實角色。遊戲引入全新機制「美拉的齒輪」，草木原表示此功能可以避免玩家在犯錯或「卡關」時重啟整場遊戲，令他們可以在不降低遊戲難度的情况下減輕挫敗感，又能維持他們的決心。
遊戲配樂由作曲家金崎猛、馬場泰久、村上聖、和田貴史負責。金崎、馬場和村上三人曾為《if》譜曲；和田貴史此前主要為動畫作品創作劇伴音樂，是次負責混音和剪輯工作。曾為《覺醒》和《if》作曲的森下弘生則因忙於負責手機遊戲《火焰之紋章 英雄》的配樂創作而未有回歸。另外，金崎和系列資深作曲家辻橫由佳擔任音效指導。音效團隊除了創作新樂曲外，還需要把當年辻橫譜寫的配樂重新編曲。團隊以辻橫創作的配樂為起點，又嘗試盡可能把多種現場樂器融入配樂中。所有歌曲均由草木原填詞。遊戲主題曲《阿卡迪亞的繼承者》（アルカディアの継ぎびと）由金崎作曲及編曲，草木原填詞，並由日本女歌手珍妮絲·克朗奇（Janis Crunch）演唱。草木原指歌曲以美拉的角度出發，包含祂對多瑪的兄妹情、希望看到曾經是神之樂園的華倫西亞大陸脫離祂倆的控制、把守護大陸的重任傳遞給人類及其年輕領袖等意思，又表示此曲會成為玩家通關後的一個恰當總結。遊戲原聲大碟於2017年10月25日發售。專輯由五張唱片組成，其中四枚音樂光碟收錄了91首配樂，另外一枚資料光碟則收錄部分曲目的MP3版本以及高清版過場動畫。

## 發行
2017年1月，任天堂在火焰之紋章系列專題直面會上首次公開遊戲，並宣佈它將會在任天堂3DS上推出。日版遊戲除了普通版外，還有附帶原聲碟的限量版，以及除限量版內容外再附送插畫集的「Valentia Complete」版。同年2月，任天堂釋出兩段由遊戲製作人山上仁志主持的影片，分別以粵語和國語宣佈遊戲將對應繁體／簡體中文語系，同時把中文版標題定為「FIRE EMBLEM Echoes 另一位英雄王」。這是自1990年系列問世以來首度發行官方中文版遊戲。遊戲漢化工作交由中國大陸遊戲公司神遊科技負責。公司曾在2007年製作了《封印之剑》和《烈火之剑》的中文版並通過軟件審批，但未有正式發行。遊戲英語版本則交由日本的遊戲本地化公司8-4負責；2008年《新·暗黑龙与光之剑》和2012年《覺醒》的本地化亦由該公司接手。4月20日，任天堂在日本、香港、台灣正式發售遊戲；一個月後，遊戲在北美、歐洲、澳洲開賣。隨遊戲發行的還有男女主角阿雷武和賽莉卡的Amiibo。
遊戲發行後，任天堂在接下來的兩個月內推出了四波付費追加下載內容以及一些免費內容，擁有遊戲季票的玩家可以低廉價格購入。追加下載內容包括可獲最高級職業轉職道具的全新迷宮和地圖、主線故事的前傳、出自交換卡片遊戲《TCG 火焰之紋章0》的全新角色。

## 評價
《火焰之紋章 回聲 另一位英雄王》普遍獲得正面評價。遊戲評論網站Metacritic基於76條評論給予81分。《FAMI通》四位評論家合共打出37分，稱讚團隊為遊戲主要劇情加入全語音，不少場景亦由動作主導，使故事更具娛樂性和戲劇性。克里斯·卡特（Chris Carter）在Destructoid上撰文，讚揚故事宏大且紮實，但可玩角色較以往系列作品少。《電子遊戲月刊》雷·卡西盧（Ray Carsillo）指遊戲敘事屬於「典型有關國王王后、龍與魔法的火焰之紋章故事」，又稱讚其全動態過場動畫和角色插畫。《Game Informer》的賈維·格沃爾特尼（Javy Gwaltney）稱揚遊戲的過場動畫和戰鬥動畫，但指角色模型「有點模糊」，更表示故事及男女主角是他遊玩本作的動力。Game Revolution的格里芬·華沙朗（Griffin Vacheron）對遊戲故事和過場動畫的質素及其視覺風格讚譽有加，指它模仿了如槍彈辯駁系列等的流行視覺小說遊戲。GameSpot刊登海蒂·坎普斯（Heidi Kemps）的評論，稱讚開發團隊描繪角色時在對話和戰鬥間取得平衡，不會把過多要素側重在其中一面。GamesRadar+的克里斯·席林（Chris Schilling）同樣欣賞遊戲故事和人物塑造，認為女主角一方的劇情優勝於另一方，但指畫面的用色風格略顯暗淡，猜測遊戲圖形的製作預算可能比前數部作品低。IGN的梅根·沙利文（Meghan Sullivan）指遊戲系統雖然與前數部作品不大相同，但整個故事仍是「一部好的肥皂劇」，又認為過場動畫「製作精良」。經歷《if》的長篇故事後，Nintendo Life的摩根·斯利佩爾（Morgan Sleeper）指自己非常享受這次簡化後的劇情，又讚揚圖形的多樣性以及可供玩家查看環境細節的機會。任天堂世界報道的達安·考普曼（Daan Koopman）讚賞故事範圍、兩位主角對戰爭的看法以及雙方不斷變化的關係，又認為遊戲視覺效果與之前的3DS系列作品相比有很大改進。配音質素及其覆蓋範圍受到多位評論家普遍讚譽，但卡特持相反意見，且對於西方版本不能自由轉換日語／英語配音一事感到可惜。
多位評論家對遊戲玩法持不同意見。《FAMI通》的評論家認為開發團隊除了引入新元素外，還更新了一些原版遊戲已有的機制，有助提升它的地位，不再是系列的害群之馬。卡特喜愛遊戲流程和玩法，但指一些機制並未完善，又認為迷宮沒有存檔功能或會令玩家感到沮喪。卡西盧享受遊戲戰鬥，但對於部分行之有效的機制被移除一事有所保留，同時指出各任務的勝利條件缺乏變化。格沃爾特尼提及遊戲戰術和角色扮演機制，他表示前數部作品在這方面取得巧妙平衡，本作雖然更具挑戰性，但也更令人沮喪和乏味。他續指以往作品可讓玩家透過各種策略機制來擊敗強力敵人，但這類機制卻在本作消失得無影無蹤，玩家只能一味在迷宮磨練角色直到他們有足夠力量擊敗敵人。華沙朗、坎普斯和席林均讚揚遊戲玩法的改進，但後者同時指出地圖設計極為薄弱，甚至可說是系列最弱。沙利文起初對於遊戲回復傳統機制不太適應並感失望，之後卻被它們所打動，故稱讚團隊的改動。但他認為戰鬥難度設定飄忽，有時突如其來的危機讓玩家感到無比崩潰。斯利佩爾讚賞地圖的大部分設計，又喜歡附加系統大幅擴展遊戲的戰鬥和策略選項。考普曼對遊戲玩法的各個關鍵部分給予積極評價，指戰鬥和探索部分令遊戲在整個系列中脫穎而出。全新的迷宮探索部分受到多位評論家普遍讚譽，但華沙朗認為它缺乏實質內容。武器三角系統的消失亦引起評論家們錯愕，部分更指玩家需要一段時間才能適應，尤其是當他們體驗了《覺醒》之後。

### 銷量
日本發行首週，遊戲便登上銷量榜第一，銷量總計135,195份，佔初始出貨量八成。第二位銷量只有43,833份，兩者差距達8萬多份。遊戲在西方世界首次亮相時亦獲得不錯成績，在英國、澳洲和新西蘭、北美地區的全格式排行榜上分別排名第五位、第二位、第七位。根據市場調查公司NPD集團的5月份報告，遊戲開賣同時帶動掌上遊戲機的銷量。後來，任天堂在季度財務報告中指出遊戲推出市面後深受歡迎，但未有提及銷量數字。

### 榮譽
遊戲發行後獲得數項大獎提名，包括IGN2017年度最佳獎「最佳3DS遊戲」、第21屆D.I.C.E.大獎「年度掌上游戲」以及第17屆NAVGTR獎的「傑出系列配樂」。

## 影響
為慶祝遊戲發行，任天堂在2017年4月把數名本作角色引進手機遊戲《火焰之紋章 英雄》並作可玩角色登場。同年9月，光榮特庫摩在東京電玩展上釋出砍殺遊戲《聖火降魔錄無雙》的宣傳影片，本作女主角賽莉卡會以可玩角色身份登場。玩家亦可以在2018年推出的跨界格鬥遊戲《任天堂明星大亂鬥 特別版》內收集阿雷武、賽莉卡以及飛馬騎士三人組的命魂插圖。遊戲首次採用的兩個新機制（戰技和時間回溯功能）亦在下一部系列主要作品《火焰之纹章 风花雪月》內繼續應用。此外，玩家可以在《風花雪月》內掃瞄阿雷武和賽莉卡的Amiibo，並在支線任務中解鎖本作的配樂。

## 外部連結
- 官方网站（日語）